# Kościół Świętego Andrzeja Apostoła w Słonimie
Kościół Świętego Andrzeja Apostoła (biał. Касцёл Святога апостала Андрэя) – rzymskokatolicki kościół w Słonimie, w stylu baroku wileńskiego, zbudowany w 1775 lub około 1750 roku. 

## Historia
Parafię i pierwszy kościół p.w. Św. Andrzeja i Marii Magdaleny, usytuowany w pierwotnym centrum Słonimia, położonym w sąsiedztwie zamku na prawym brzegu rzeki Szczary, ufundował przed 1492 rokiem Kazimierz Jagiellończyk, co 2 maja 1493 potwierdził jego syn Aleksander Jagiellończyk. Kolejne fundusze potwierdził w 1608 roku król Zygmunt III Waza. Nowy kościół drewniany w miejsce poprzedniego zbudowano w 1594 roku. W 1608 powstała szkoła parafialna. W 1614 roku zbudowano szpital. W 1655 roku kościół ten spaliły wojska moskiewskie. Odbudowano go w 2 poł. XVII wieku z drewna w skromniejszej formie niż poprzednio.
Obecnie istniejący kościół w stylu baroku wileńskiego został wzniesiony połowie XVIII wieku lub w 1775 roku na koszt biskupa inflanckiego Jana Stefana Giedroycia i staraniem plebana słonimskiego, kanonika wileńskiego Franciszka Ancuty. Późniejszy przekaz wymienia także współudział hetmanowej Aleksandry z Czartoryskich Ogińskiej i generała adiutanta buławy wielkiej Jana Bułhaka.
W latach 1776–1777 lub 1778-1779 czeski malarz Antoni Herliczka wykonał freskową dekorację wnętrza.
W 1828 roku kościół pokryty był nową dachówką, a teren cmentarza otaczał parkan z bramką z 2 dzwonami. W 1856  roku liczba parafian wynosiła 4842 osoby. W latach 1874–1880 przeprowadzono remont świątyni i położono nową dachówkę. W 1909 roku krakowski malarz Ignacy Mazurek odnowił polichromię na sklepieniu i w prezbiterium., a w 1910 roku położono nową terakotową posadzkę.
W 1915 roku w czasie I wojny światowej kościół został ostrzelany i częściowo spalony, w wyniku czego utracił dach. W 1919 roku bolszewicy zamordowali proboszcza Słonimskiego ks. Jana Webera. W 1921 roku rozpoczęto remont kościoła ze środków Państwowego Biura Odbudowy, który przerwano z braku środków w 1923 roku. W 1927 i 1932 odpadł częściowo tynk ze sklepienia. W 1934 roku konserwator wojewódzki Stanisław Lorentz uznał urzędowo kościół za zabytek. W 1936 roku kościół pokryto dachówką, a wieże blachą.
W marcu 1942 roku Niemcy rozstrzelali proboszcza Kazimierza Grochowskiego, po którym funkcję proboszcza pełnił czasowo kapelan niepokalanek jezuita Adam Stark, rozstrzelany przez Niemców w grudniu 1942 za pomaganie ludności żydowskiej podczas Holocaustu. Jego następcą został ks. Henryk Drahel, w roku 1949 aresztowany przez władze radzieckie i zesłany do łagru.
Kościół zamknięty został przez Rosjan w styczniu 1946 roku i przeznaczono go na skład zboża, a następnie soli.
Po latach dewastacji odzyskano kościół i nowy proboszcz ojciec Witold Żelwietro OFMCap (w Słonimiu od 27 czerwca 1987 roku) rozpoczął starania o jego odbudowę. Stan budynku był ówcześnie fatalny: sklepienie całkowicie runęło, zbita została empora chórowa, ambona i częściowo ołtarze boczne, w ołtarzu zniszczono rzeźby św. Piotr i św. Paweł, anioły w tabernakulum i zwieńczeniu, znacznie uszkodzono freski w prezbiterium. Prace remontowe trwały od wiosny 1991 do lata 1993 pod kierownictwem Olgi Atas oraz konserwatorów Nikołaja Załatuchy i Włodzimierza Rakickiego. Położono nową więźbę, nowy dach, odbudowano ołtarz główny, odsolono mury, odbudowano emporę, pilastry i gzymsy. Do 25 maja 1993 trwała konserwacja ocalałych malowideł oraz prace nad nową polichromią sklepienia prowadzone przez polskich konserwatorów.
W dniu 11 września 1993 dokonano uroczystej rekonsekracji odbudowanego kościoła. Po odejściu z parafii w 2009 roku ojca Witolda Żelwietro, proboszczem został br. Andrzej Buksztan.

## Architektura
Wejście na teren kościoła prowadzi przez krytą daszkiem bramę, dekorowaną pilastrami i kostkowym gzymsem.
Kościół w Słonimiu jest budowlą jednonawową. Został wzniesiony na planie prostokąta, z dwiema zakrystiami. Na falistej elewacji frontowej kościoła, o kilkakrotnie załamanej linii, znajdują się dwie ustawione pod kątem do fasady wieże. Dodatkową dekoracją elewacji są rozbudowane gzymsy, nisze i zwielokrotnione pilastry. Obydwie wieże zwieńczone są hełmami z latarniami. Pomiędzy wieżami widoczny jest profilowany szczyt z wolutami i oknem. Pilastry występują także na bocznych fasadach kościoła, które są dodatkowo rozczłonkowane wydłużonymi oknami.
We wnętrzu kościoła, urządzonym w stylu rokokowym, stiukowy ołtarz główny w formie portyku skonstruowanego z podwójnych kolumn w porządku korynckim jest rekonstrukcją z 1993 roku, zwieńczony trójkątnym frontonem, na którym umieszczono zachowane figury aniołów pochodzące z XVIII wieku. 
Po bokach zachowały się rokokowe ołtarze. Jedynym zabytkiem malarstwa sztalugowego jest barokowy obraz Św. Antoni z Dzieciątkiem z 1 poł. XVIII wieku w lewym ołtarzu bocznym i pochodzący z kościoła Bernardynów. Obiektem szczególnego kultu w kościele jest wizerunek św. Antoniego Padewskiego oraz kopia ikony Matki Boskiej Żyrowickiej z 2 poł. XVIII wieku. Nawę kryje sklepienie kolebkowe. We wnętrzu świątyni widoczne są także późnobarokowe freski o tematyce biblijnej. Szczególnie cenne są pozostałości malowideł, które wykonał barokowy malarz Antoni Herliczka (zachowało się 40% stanu pierwotnego).
W stanie destruktu znajduje się stiukowa rokokowa ambona w kształcie łodzi. Późnobarokowa plebania nie istnieje.
W pobliżu znajduje się Klasztor Kapucynów w budynku z końca XVIII wieku.
W pn. części cmentarza nagrobek ks. Jana Webera zamordowanego przez bolszewików w 1919 roku.

## Galeria

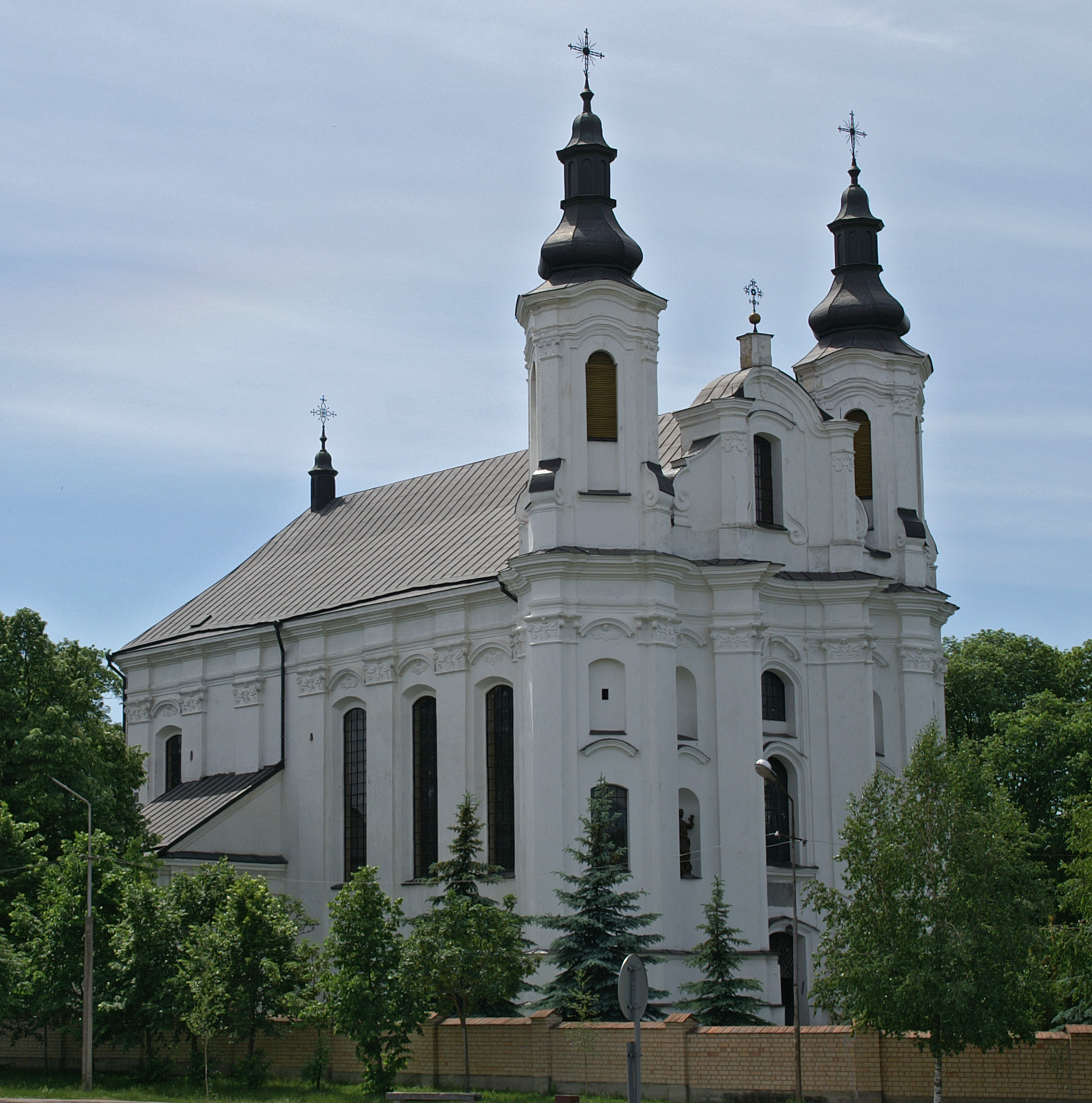
Widok na kościół
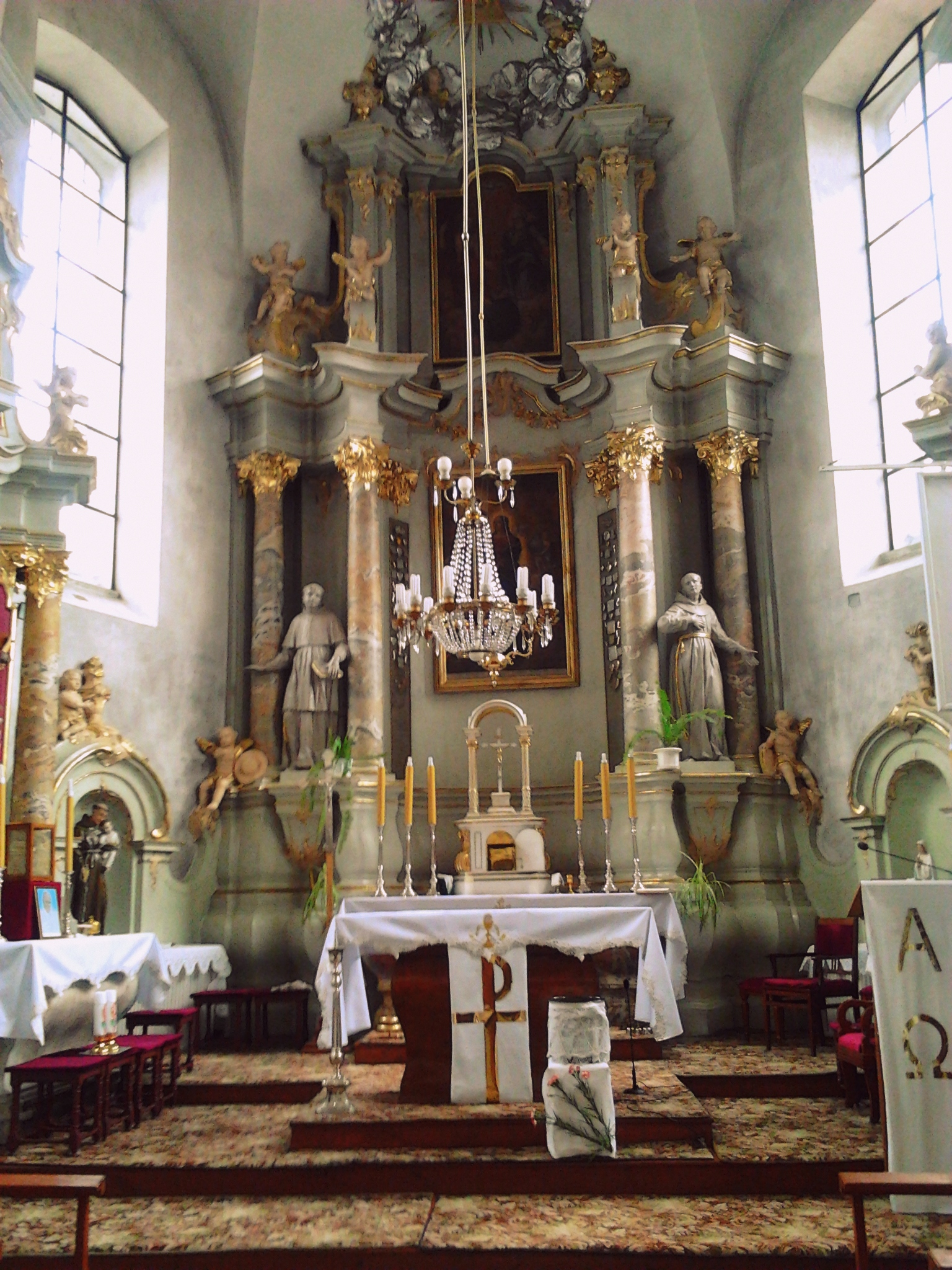
Ołtarz główny
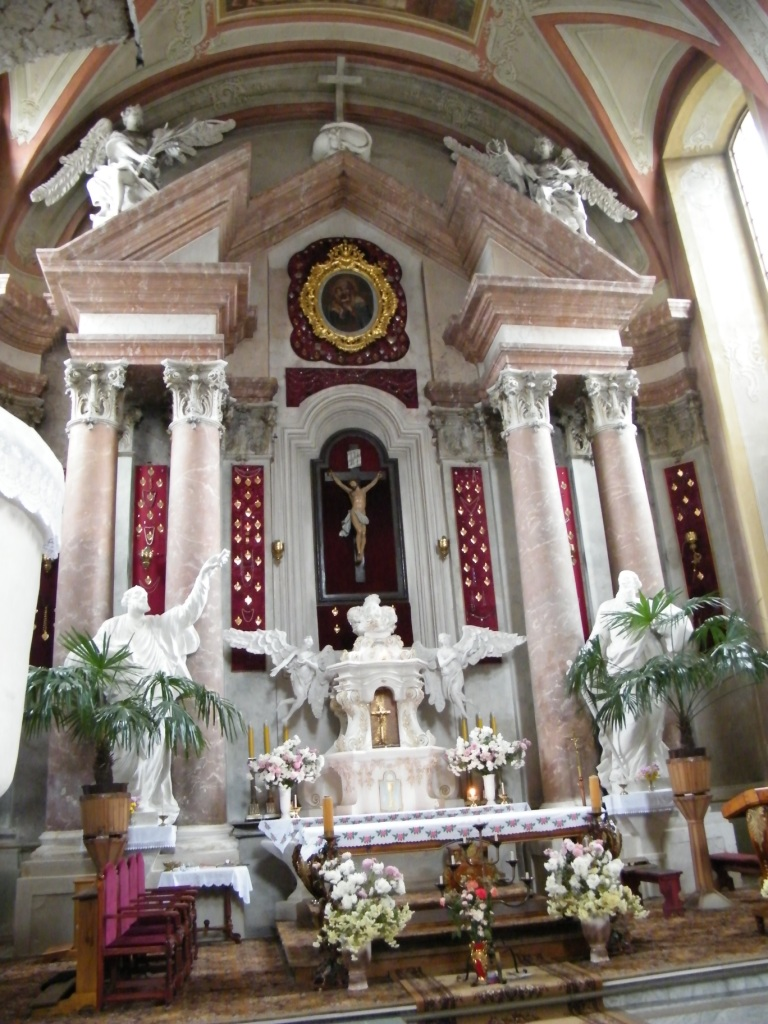
Ołtarz w kaplicy bocznej
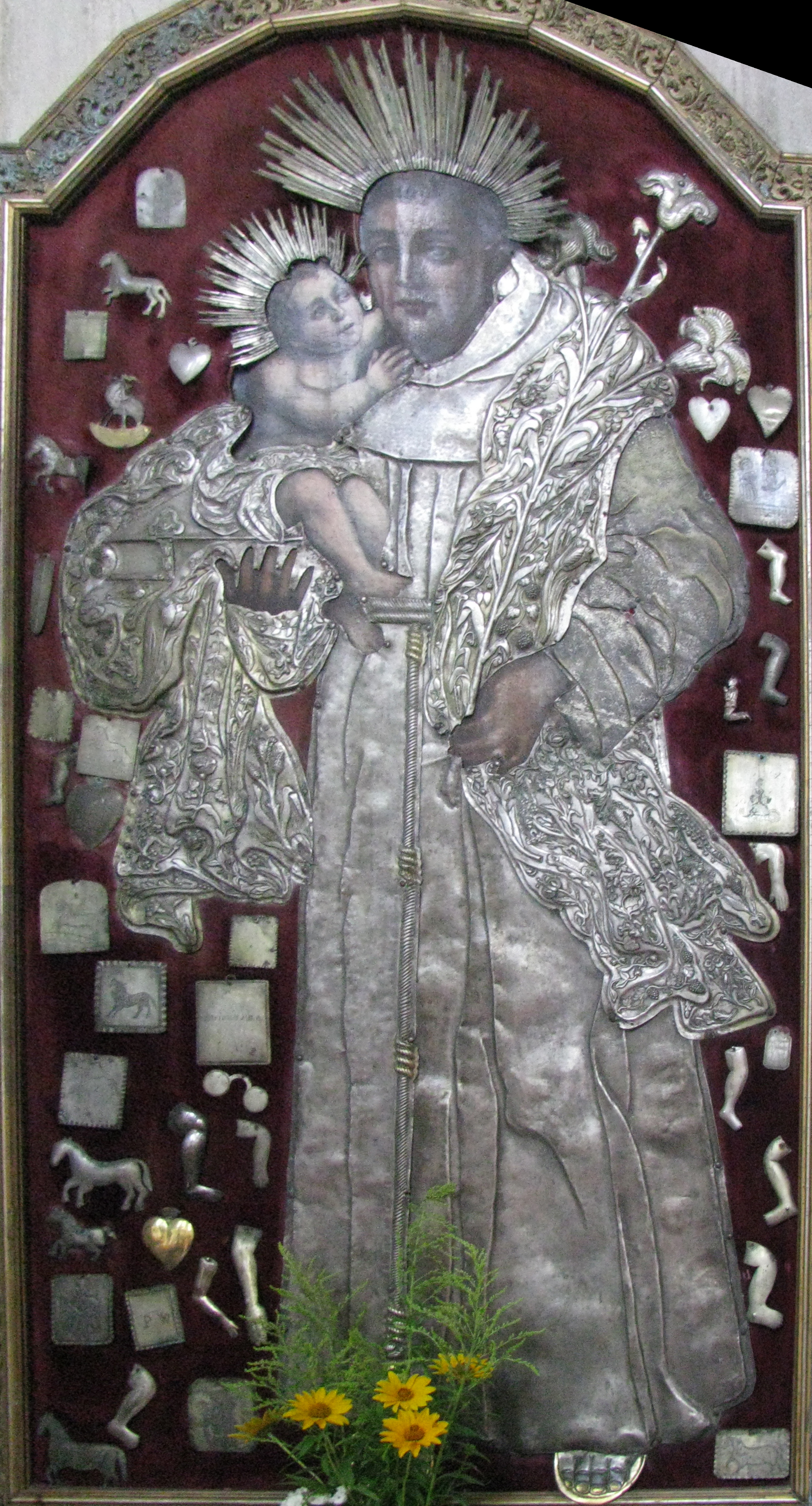
Obraz św. Antoniego Padewskiego
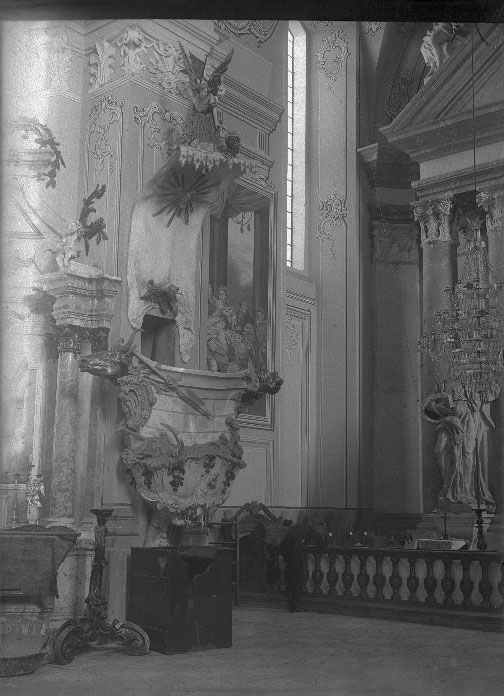
Ambona z XVIII wieku (obecnie destrukt)
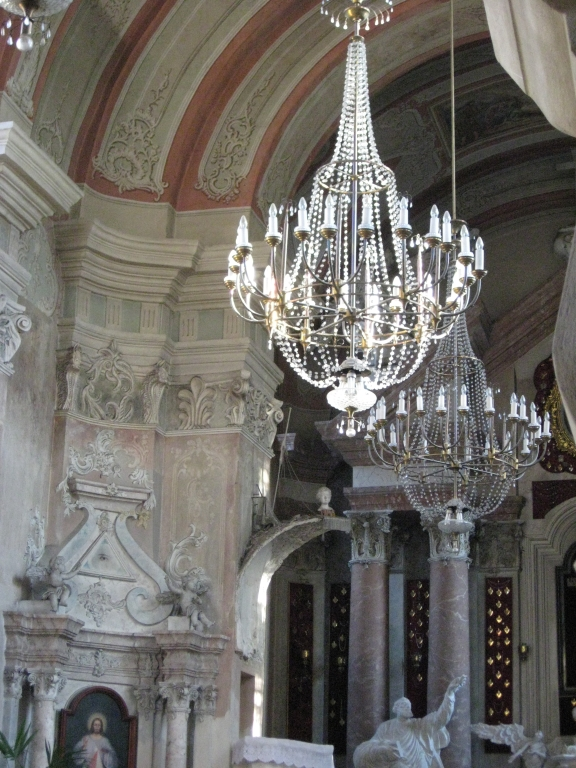